# Sommet d'Atlantic City
 (septembre 2014).
Si vous disposez d'ouvrages ou d'articles de référence ou si vous connaissez des sites web de qualité traitant du thème abordé ici, merci de compléter l'article en donnant les références utiles à sa vérifiabilité et en les liant à la section « Notes et références ».

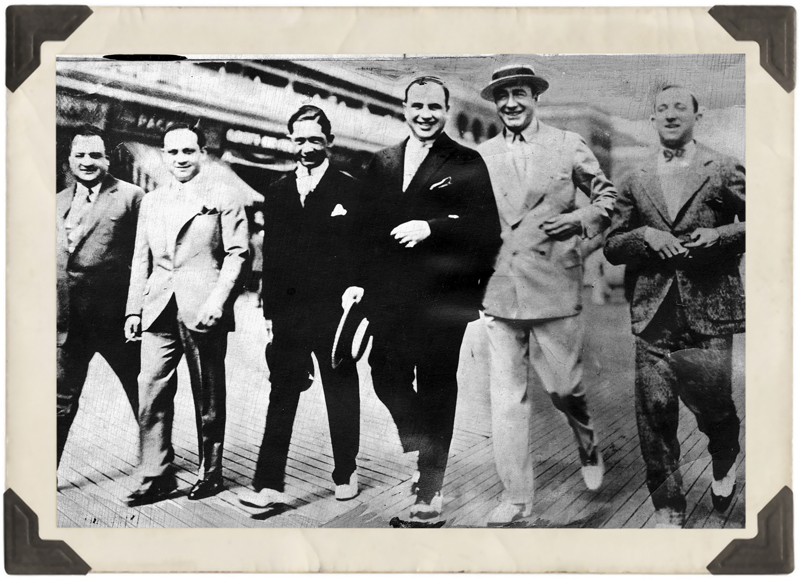
Photo de membres de gangs.

Le sommet d'Atlantic City fut une réunion des principaux gangsters des États-Unis organisé par Lucky Luciano, Johnny Torrio et Frank Costello à Atlantic City. Il eut lieu du 13 au 16 mai 1929 et eut pour sujet de discussion la distribution de l'alcool et du partage des territoires.

## Personnalités présentes
- Al Capone et son comptable Jake Guzik, de Chicago
- King Solomon, de Boston
- Boo-Boo Hoff, Waxey Gordon et Nig Rosen, de Philadelphie
- Moe Dalitz, Lou Rothkopf et Charles Polizzi, de Cleveland
- John Lazia, qui représentait Tom Pendergast, de Kansas City (Missouri)
- Longie Zwillman et Willie Moretti, du New Jersey
- Lucky Luciano, Johnny Torrio, Frank Costello, Lepke Buchalter, Joe Adonis, Franck Erickson, qui avait hérité d'une partie de l'empire d'Arnold Rothstein, Albert Anastasia, Vincent Mangano, Frank Scalise et Dutch Schultz, de New York
- Des membres du Purple Gang de Détroit qui représentaient leur patron, Abe Bernstein.